# Niki de Saint Phalle
Catherine Marie-Agnes Fal de Saint Phalle, más conocida como Niki de Saint Phalle (Neuilly-sur-Seine, Altos del Sena, 29 de octubre de 1930 - San Diego, California, 21 de mayo de 2002), fue una escultora, pintora y cineasta francesa.

## Biografía

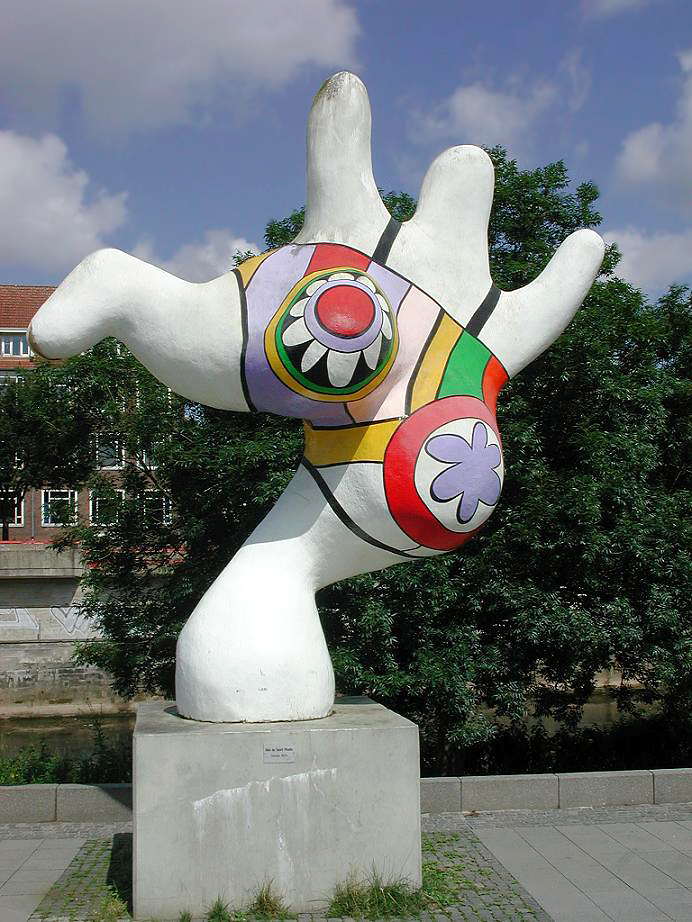
Nanas (1974), escultura de Niki de Saint Phalle en Hannover.

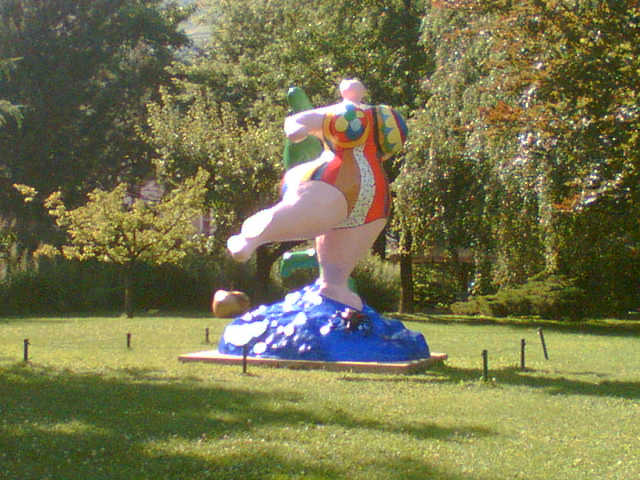
Baigneuses, escultura en la Fundación Pierre Gianadda, Martigny (Suiza)

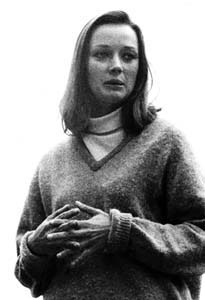
Niki de Saint Phalle de Erling Mandelmann

Catherine Marie-Agnes Fal de Saint Phalle nació en Neuilly-sur-Seine, París el 29 de octubre de 1930. Hija de Jeanne Jacqueline (antes Jeanne Harper) y de André Marie-Fal de Saint Phalle, dos banqueros norteamericanos que se asentaron en Francia después del crack de la bolsa.
Vivió una infancia tormentosa que marcó su obra. Su padre abusaba sexualmente de ella, mientras que su madre le recordaba su “maternidad no deseada” y la culpaba por las infidelidades del padre.
La familia se trasladó desde Francia a Estados Unidos en 1933. Estudió en un internado de monjas en Nueva York, de donde fue expulsada por pintar de rojo las hojas de los genitales de una estatua de su colegio.
Durante su adolescencia, fue modelo para revistas como Vogue o Harper’s Bazaar.
Conoció a su primer esposo, el poeta Harry Mathews, después de trasladarse a Estados Unidos. Vivieron cerca de la Universidad de Harvard hasta que se mudaron a París, escapando de la caza de brujas de 1952. Al año siguiente Niki sufrió una crisis psicológica, le diagnosticaron esquizofrenia y fue tratada con electroshocks.

### Vida pública
Después de esta crisis, Niki se adentró más en el mundo del arte. Fue autodidacta, sin formación académica. 
Sus primeras obras tenían la influencia de los maestros medievales italianos y del materialismo de Jean Fautrier.
Conoció a Jean Tinguely, escultor suizo. Luego abandonó a su primer marido en 1960 y se mudó junto al escultor al barrio de Montparnasse, frecuentado con intelectuales parisinos pertenecientes al grupo de “Nuevos Realistas”. En ese tiempo, además, descubrió a otros intelectuales como Sartre o Genet.
Después de leer El segundo sexo de Simone de Beauvoir su obra cambió profundamente hacía una representación desafiante de la feminidad.
Según fuentes como el diario El País, Niki de Saint Phalle ha sido retratada de manera errada en los medios durante muchos años, los cuales calificaron su obra como merchandising. Sin embargo, las motivaciones de la autora siempre han sido otras. Se ha movido mucho por su voluntad de reivindicar el feminismo y ha utilizado muchas de sus obras como instrumento de crítica hacia el patriarcado.

## Últimos años
En sus últimos años, Saint Phalle sufrió de enfisema, asma y artritis severa, lo cual, según muchos comentaristas, fue causado por la exposición a vapor y petroquímicos que se encontraban en los materiales de su obra. No obstante, a pesar de estos obstáculos, la artista logró explorar nuevas vías artísticas y las nuevas tecnologías.
A lo largo de su carrera, Saint Phalle fue portavoz de importantes conflictos político-culturales. Su serie Tirs y sus montajes reflejaron la violencia de los primeros años de la guerra de Independencia de Argelia contra Francia y afirmaron su rebelión como parte de la segunda-ola del feminismo. Sus enormes y curvilíneas Nanas fueron una forma de celebrar la figura femenina fecunda; las figuras tenían pechos y glúteos grandes, extremidades abiertas, posturas de baile, y en muchas ocasiones piel negra. Además, la artista fue una de las primeras figuras públicas en fomentar la conciencia sobre el sida; creó ilustraciones y un libro ampliamente distribuido. Poco antes de su muerte, también exhibió diversos dibujos que criticaban la administración de George W Bush.

## Obra
En los años sesenta la mujer empieza a aparecer en el arte en un nuevo movimiento llamado "Nuevo realismo francés", en cuya explosión del feminismo aparece Niki de Saint Phalle.
Participó en 1962 en la exposición "El arte del montaje" en el Museo de Arte Moderno de Nueva York. En 1964 comenzó a realizar una serie de obras titulada "Nanas", consistentes en figuras femeninas de formas voluptuosas y vivos coloridos. Estas esculturas muestran un contraste entre la dimensión lúdica o festiva del objeto y otra mucho más trágica, violenta y pornográfica. Estas imágenes se contraponen al canon convencional de la belleza femenina.

### ShootingPaintingsyNanas
A principios de 1960, la artista creó los Shooting 'Paintings (Cuadros tiroteados). Estas obras eran bolsas de polietileno llenas de pintura con forma de figura humana recubierta de tiza blanca. La imagen se creaba después de disparar a la figura de bolsas de pintura.
"Crucifixión" es otra de sus obras realizadas en 1963. Protagoniza una mujer distinta y un poco siniestra aunque muy colorida, llena de objetos y flores. Sus piernas están abiertas, lo que le da más visibilidad a la parte más sensible de la mujer. Se sale de los cánones de belleza, pero se recrea a las imágenes de venus prehistóricas, cuerpo liberador y se compara directamente con la Venus de Willendorf. Quería expresar los valores ancestrales del feminismo esencialista que a veces lo encuentran en el propio cuerpo.
En 1966 realizó la escultura de cuerpo de mujer más grande de la historia del arte, que también formaba parte de la serie "Nanas" y cuyo título fue "Hon" ("Ella" en sueco). Una Nana que deja de ser escultura para convertirse en arquitectura. Fue instalada en el Moderna Musset de Estocolmo, bajo secreto ya que suponía un acto bastante revolucionario teniendo en cuenta la época en la que la realizó, así que a los pocos días de abrirla al público, clausuraron la exposición. Se entraba a la obra a través de la vagina, dentro del cuerpo había una serie de estancias con curiosidades que entretenían al público y más adelante una escalera por donde se subía a la tripa de la escultura y desde donde se veía todo. En su interior se expusieron obras de artistas masculinos reinterpretadas en clave femenina y de forma muy provocadora.. Nadie antes había podido entrar dentro de una mujer hecha por una mujer. La escultura estaba decorada exteriormente por vivos colores, con el típico estilo de la autora.
Después de las Nanas comenzó otra etapa en la obra de Niki de Saint Phalle. Sus mujeres eran ahora un objeto de culto, voluptuosas, coloridas y brillantes: llenas de vida.
En 1979 empezó a construir un parque de esculturas, "El jardín del tarot" en español, situado cerca de Capalbio, Italia. En 1982 llevó a cabo, junto a su marido Jean Tinguely la "Fuente Stravinsky" o Fuente de los autómatas, situada junto al Centro Pompidou en París.

### El Jardín del Tarot
Hacia fines de la década de 1970 Saint Phalle comenzó un proyecto de un parque de esculturas monumentales. Después de visitar el parque Güell de Gaudí, la artista entendió que lo que deseaba hacer eran “espacios públicos”. También la inspiró el Parco dei Mostri de Bomarzo y el Palais Idéal de Ferdinand Cheval. En 1979 adquirió tierras en Garavicchio, en la Toscana. El proyecto tuvo el nombre de Giardino dei Tarocchi. El espacio italiano que creó Saint Phalle tiene esculturas de símbolos del Tarot. La construcción del jardín terminó en 1998, tardó casi 20 años. La creación del espacio supuso un gran coste. Su principal benefactor de aquella época era la familia Agnelli. Con este jardín la escultora coronó el sueño de su infancia. Durante el recorrido de la visita se transporta a un mundo surreal enriquecido por citas, mensajes y pensamientos que acompañan a lo largo del recorrido. Se inauguró cuatro años antes de la muerte de la artista, que falleció en la localidad californiana de La Jolla el 21 de mayo de 2002.

## Arte público
Muchas de las esculturas de Saint Phalle tienen grandes dimensiones y se exhiben en espacios públicos. La Niki Charitable Art Foundation mantiene un mapa en línea y un catálogo de todos sus obras de arte públicas que existen.
- Le Paradis Fantastique (The Fantastic Paradise, 1967), Moderna Museet, Estocolmo, Suiza (en colaboración con Tinguely)
- Golem (1971), Kiryat Hayovel, Jerusalén
- Hannover Nanas (1973), junto con Leibnizufer en Hannover, Alemania
- La Fontaine Stravinsky (Fuente Stravinsky o Fontaine des automates, 1982) cerca del Centro Pompidou, París (en colaboración con Tinguely)
- Sun God (1983), una fantástica criatura alada al lado del Club de la facultad de la Universidad de California en San Diego como parte de la Stuart Collection de arte público.

## Galería

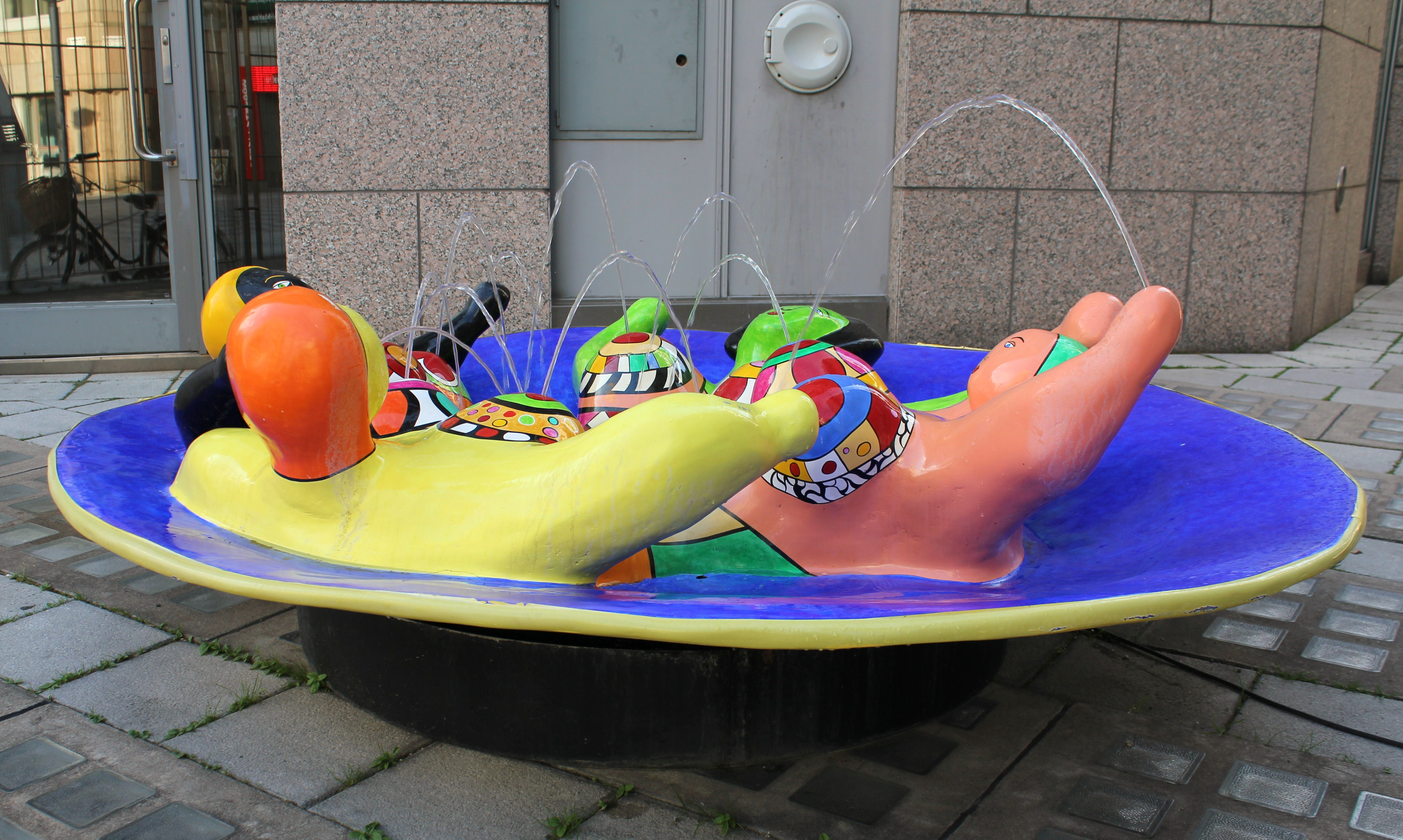
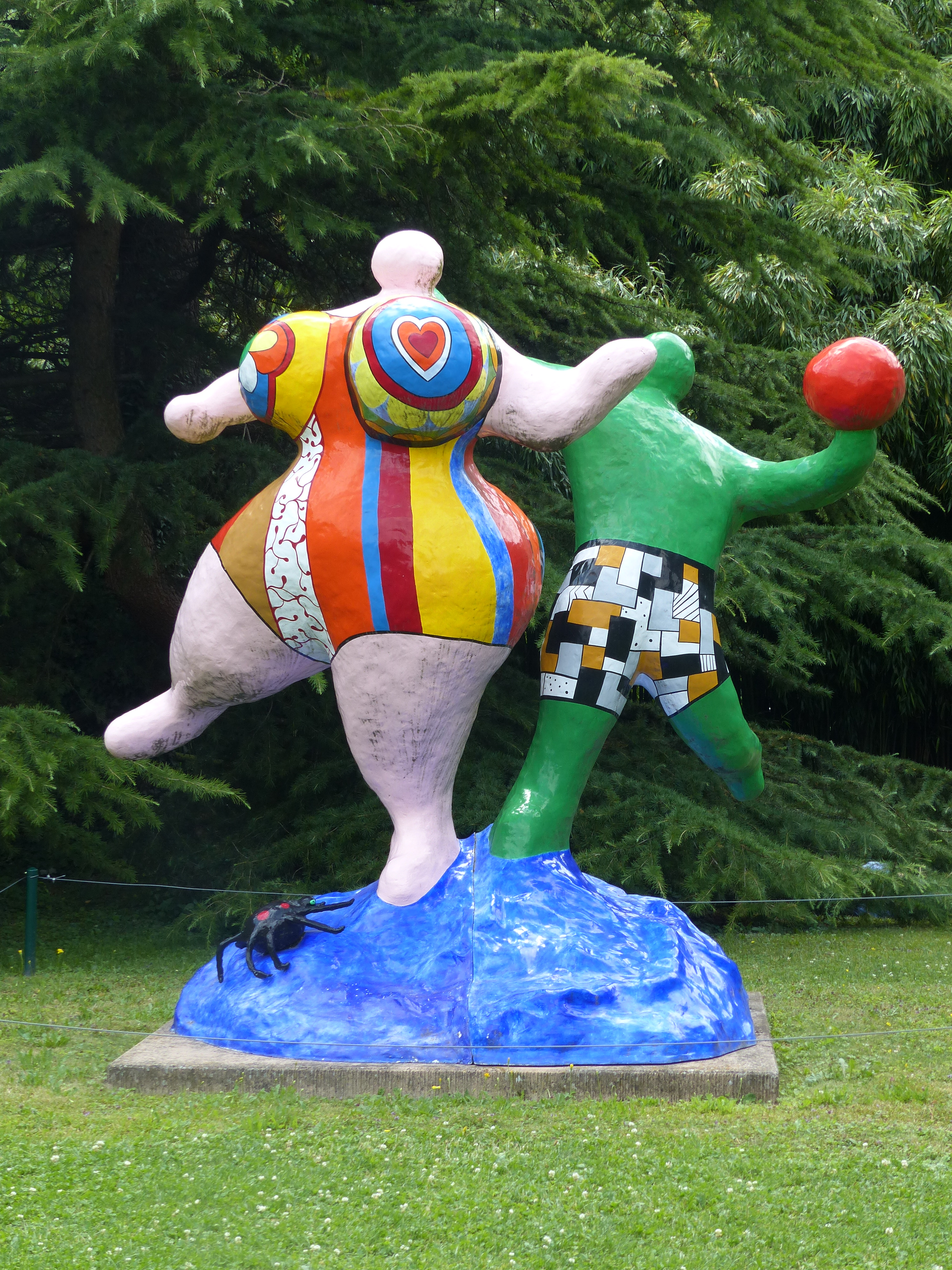
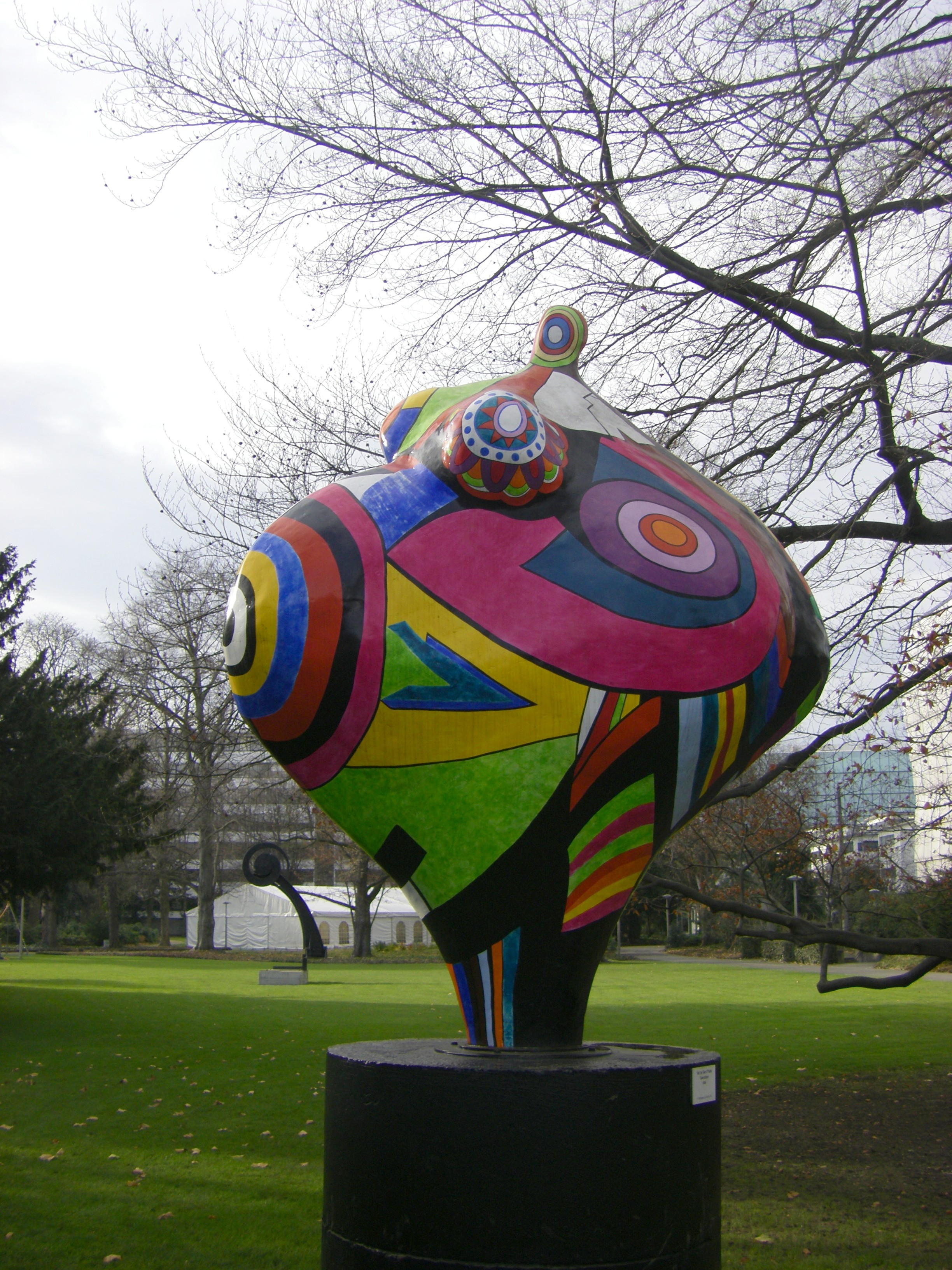
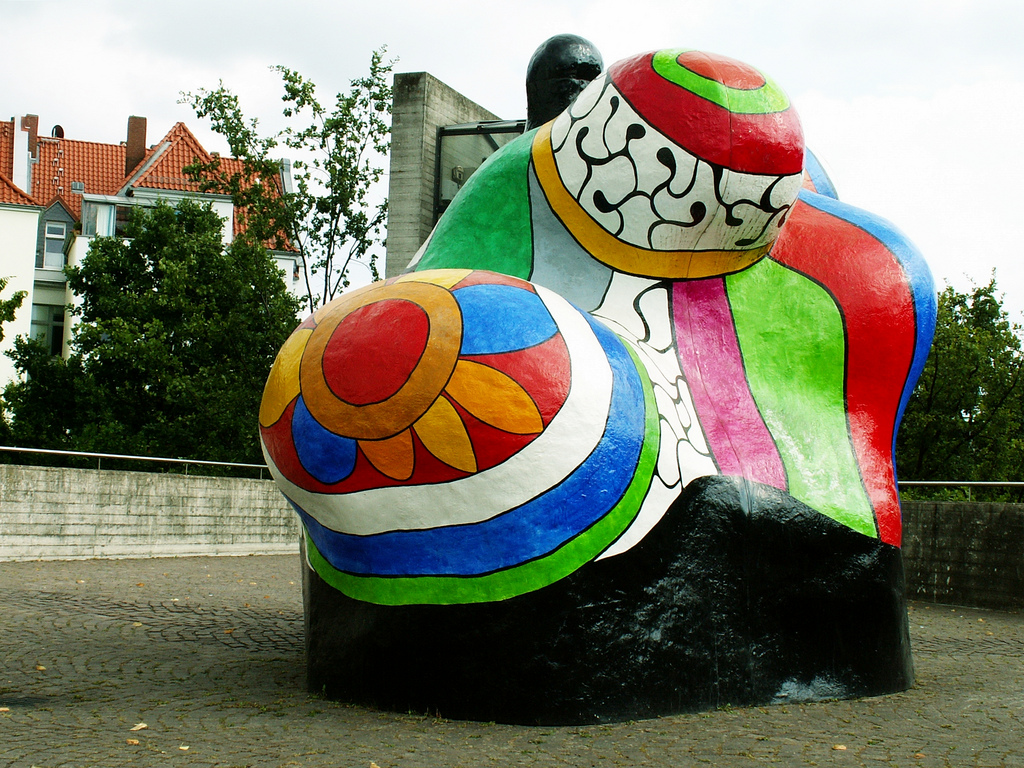

## La Fundación benéfica de arte de Niki de Saint Phalle
Se trata de una organización creada por Saint Phalle, pero que ha tenido continuidad después de su muerte. En ella se incluyen todas las obras de la colección de arte de la artista, aproximadamente 1000 esculturas y 5000 obras de arte. La institución se encarga de preservar y mantener los bienes artísticos y además conserva los derechos de propiedad de todos ellos.
Por otra parte, la fundación se encarga del legado de la autora y de realizar los préstamos y transacciones a diversos museos para que expongan el trabajo de Saint Phalle, ya que la institución posee los derechos de autor.

## Exposiciones póstumas recientes
- 2009: exposición en varias ciudades de la Maremma toscana (Arcidosso, ...): La lámpara de ángel,
- 2010: en Manderen, en el Castillo de Malbrouck, en Mosela, en la primavera.
- 2015: en el museo Guggenheim, de Bilbao, España
- 2016: en el museo Arken en Ishøj, Dinamarca.
- 2017: La Galería Mitterrand de Saint Tropez presentó cinco grandes obras de la artista, las Nanas en diferentes sectores de la ciudad.